# 蒙古遊牧記
《蒙古遊牧記》清朝張穆著，全书16卷，詳述自古至道光年間蒙古各部歷史沿革。
張穆因校勘祁韵士的《藩部要略》，有感于《元史》错误極多，而有寫一本《蒙古遊牧記》的想法，目的是“缀古通今，稽史迹，明边防”。道光二十六年《蒙古遊牧記》全书初成，詳述蒙古各部历史沿革、地理形势、会盟地址、朝贡通道、山川河流等，後四卷未及脫稿而卒，由清代學者何秋濤历时十年整理刊出。咸丰九年（1859年），被俄羅斯學者巴拉第·卡法罗夫（Плладия Кафаров）首先譯為俄文，又有日文本，英国蒙古史权威巴德利高度评价此书。